# Guimbal
Guimbal (Bayan ng Guimbal) är en kommun i Filippinerna. Kommunen ligger på ön Panay, och tillhör provinsen Iloilo. Folkmängden uppgår till 27 707 invånare.

## Barangayer
Guimbal är indelat i 33 barangayer.
| - Anono-o - Bacong - Bagumbayan Pob. (Bagumbayan- - Balantad-Carlos Fruto (Pob.) - Baras - Binanua-an - Torreblanca-Blumentritt (Pob - Bongol San Miguel - Bongol San Vicente - Bulad - Buluangan | - Burgos-Gengos (Pob.) - Cabasi - Cabubugan - Calampitao - Camangahan - Generosa-Cristobal Colon (Po - Gerona-Gimeno (Pob.) - Girado-Magsaysay (Pob.) - Gotera (Pob.) - Igcocolo - Libo-on Gonzales (Pob.) | - Lubacan - Nahapay - Nalundan - Nanga - Nito-an Lupsag - Particion - Pescadores (Pob.) - Rizal-Tuguisan (Pob.) - Sipitan-Badiang - Iyasan - Santa Rosa-Laguna |